# Złotnik (przystanek kolejowy)
Złotnik – zlikwidowany i zamknięty w 1954 roku przystanek osobowy w Złotniku, w gminie Żary, w powiecie żarskim, w województwie lubuskim. Położona jest przy linii kolejowej z Wrocławia Muchoboru do Guben. Został oddany do użytku w 1884 roku.